# Бекири, Албан
Албан Бекири (англ. Alban Beqiri; род. 28 июня 1994, Пука, Шкодер, Албания) — албанский боксёр-любитель и профессионал, выступающий в полусредней, в первом средней, и в средней весовых категориях. Бронзовый призёр чемпионата мира (2021), участник турнира по боксу на Европейских играх 2015 и 2019 годов в любителях.

## Любительская карьера
Албан Бекири обладает поставленным левым ударом. Его личным тренером был Сеад Бушати.
На Европейских играх 2015 года в Баку (Азербайджан) албанский боксёр проиграл в предварительном раунде Адаму Нолану. Через четыре года в 2019 году вновь принял участие в турнире по боксу на Европейских играх в Минске (Белоруссия), где он в 1/8 финала со счетом 2:3 уступил молдаванину Василию Белоусу.
В 2016 году он выступал в Олимпийском квалификационном турнире на Олимпийские игры в Рио-де-Жанейро, но потерпел неудачу в отборочных турнирах в Самсуне и Баку, уступив в 1/8 финала соответственно литовцу Эймантасу Станионису и боснийцу Адему Фетаховичу.
В 2019 году он выиграл бронзовую медаль в полусреднем весе на чемпионате Балкан в Анталии и золотую медаль в среднем весе на аналогичном турнире в Загребе в 2021 году.
На чемпионате мира 2021 года в Белграде, как действующий чемпион Балкан, Бекири принял участие в соревнованиях в весовой категории до 71 кг и дошёл до полуфинала в котором уступил российскому боксёру Вадиму Мусаеву, тем самым завоевал бронзовую медаль первенства планеты. Он стал первым албанским боксёром, который на чемпионатах мира завоевал медаль.

## Профессиональная карьера
18 мая 2019 года в городе Тирана (Албания) начал профессиональную боксёрскую карьеру, в среднем весе (до 72,6 кг), путём отказа противника от продолжения боя после 1-го раунда победив итальянца Маттео Пальмиджиани (1-1).

## Статистика профессиональных боёв
В таблице перечислены результаты всех поединков боксёров.
В каждой строке указан результат поединка. Дополнительно номер поединка обозначен цветом, который обозначает итог поединка. Расшифровка обозначений и цветов представлена в нижеследующей таблице.
| Пример | Расшифровка                     |
| ------ | ------------------------------- |
|        | Победа                          |
|        | Ничья                           |
|        | Поражение                       |
|        | Планируемый поединок            |
|        | Поединок признан несостоявшимся |
| КО     | Нокаут                          |
| ТКО    | Технический нокаут              |
| PTS    | Решение судей (по очкам)        |
| UD     | Единогласное решение судей      |
| MD     | Решение большинства судей       |
| SD     | Раздельное решение судей        |
| RTD    | Отказ от продолжения боя        |
| DQ     | Дисквалификация                 |
| NC     | Поединок признан несостоявшимся |

| 6 поединков, 6 побед (5 нокаутом). | 6 поединков, 6 побед (5 нокаутом). | 6 поединков, 6 побед (5 нокаутом). | 6 поединков, 6 побед (5 нокаутом). | 6 поединков, 6 побед (5 нокаутом).            | 6 поединков, 6 побед (5 нокаутом). | 6 поединков, 6 побед (5 нокаутом).                 |
| Бой                                | Рекорд                             | Дата боя                           | Соперник                           | Место проведения боя                          | Раундов, Время                     | Примечание                                         |
| ---------------------------------- | ---------------------------------- | ---------------------------------- | ---------------------------------- | --------------------------------------------- | ---------------------------------- | -------------------------------------------------- |
| 6                                  | 6-0                                | 13 ноября 2022                     | Паль Олах (9-46-4)                 | Ramazan Njala Sports Palace, Дуррес, Албания  | KO 1 (6), 1:55                     |                                                    |
| 5                                  | 5-0                                | 9 сентября 2022                    | Сладжан Драгишич (5-33-3)          | Diamma Resort, Дуррес, Албания                | UD 6 (6)                           | Счёт судей: 60-52, 60-54 (дважды).                 |
| Перерыв в 2,8 года                 |                                    |                                    |                                    |                                               |                                    |                                                    |
| 4                                  | 4-0                                | 20 декабря 2019                    | Нодари Шонвадзе (2-5)              | Flamurtari, Влёра, Албания                    | KO 1 (6), 1:47                     |                                                    |
| 3                                  | 3-0                                | 21 сентября 2019                   | Кароли Лакатос (16-64-1)           | Qazim Dervishi Sports Palace, Шкодер, Албания | TKO 1 (6), 0:23                    |                                                    |
| 2                                  | 2-0                                | 20 июля 2019                       | Хамза Зенгин (1-1-1)               | Sfinks Square, Дуррес, Албания                | TKO 4 (6), 2:02                    |                                                    |
| 1                                  | 1-0                                | 18 мая 2019                        | Маттео Пальмиджиани (1-1)          | Olympic Park «Feti Borova», Тирана, Албания   | RTD 1 (6), 3:00                    | Счёт судей: 10-9 (трижды). Профессиональный дебют. |